# Jinfeng
För andra betydelser, se Jinfeng (olika betydelser).
Jinfeng är ett stadsdistrikt och säte för stadsfullmäktige i Yinchuan, huvudstad i den autonoma regionen Ningxia i nordvästra Kina.